# Breuil (Aisne)
Pour les articles homonymes, voir Breuil.
Breuil est une localité de Saconin-et-Breuil et une ancienne commune française, située dans le département de l'Aisne en région Hauts-de-France.

## Géographie
Village de l'ancien Soissonnais, bâti sur le bord d'un plateau qui domine un vallon étroit, à 50 km au sud de Laon et à 10 km de Soissons.

## Toponymie
Breuil est attesté sous les formes Mons de Bruolio (1271) ; Brueil (1337) ; Brueul (1460) ; Breul-sur-Saconin (1624) ; Brueil-sur-Saconin (1698) ; Breuil-sur-Saconin (1710).

De l’ancien français breuil, dérivé du gaulois brogilos, désignant un « petit bois » ou un « petit bois entouré d’une haie ».

## Histoire
La commune de Breuil a été créée lors de la Révolution française. Le 11 août 1873, elle est supprimée par décret et elle fusionne avec la commune voisine de Saconin. La nouvelle entité prend le nom de Saconin-et-Breuil.
En 1255, Saint Louis, roi de France, affranchit tous ses hommes de corps habitant le territoire de Breuil, sous la condition qu'ils lui paieraient annuellement chacun 12 deniers parisis, et qu'ils ne pourraient par mariage ou autrement prendre un autre maître que lui, sous peine de retomber aussitôt en servitude.

Les seigneurs de Breuil relevaient de Pierrefonds. En 1231, Gobert, chevalier, seigneur de Breuil, céda ce domaine au chapitre de St Gervais de Soissons, pour une simple redevance annuelle de deux muids de froment.

## Administration
Jusqu'à sa fusion avec Saconin en 1873, la commune faisait partie du canton de Vic-sur-Aisne dans le département de l'Aisne. Elle appartenait aussi à l'arrondissement de Soissons depuis 1801 et au district de Soissons entre 1790 et 1795. La liste des maires de Breuil est :
| Période                                  | Période | Identité | Étiquette | Qualité |
| ---------------------------------------- | ------- | -------- | --------- | ------- |
|                                          |         |          |           |         |
| Les données manquantes sont à compléter. |         |          |           |         |

## Démographie
Jusqu'en 1873, la démographie de Breuil était :
| 1793 | 1800 | 1806 | 1821 | 1831 | 1836 | 1841 | 1846 | 1851 |
| ---- | ---- | ---- | ---- | ---- | ---- | ---- | ---- | ---- |
| 61   | 56   | 55   | 73   | 64   | 80   | 82   | 87   | 73   |

| 1856 | 1861 | 1866 | 1872 | - | - | - | - | - |
| ---- | ---- | ---- | ---- | - | - | - | - | - |
| 66   | 73   | 82   | 84   | - | - | - | - | - |